# جک ال استرومینگر
جک ال استرومینگر (انگلیسی: Jack L. Strominger؛ زادهٔ ۷ اوت ۱۹۲۵) زیست‌شیمی‌دان، و استاد دانشگاه اهل ایالات متحده آمریکا است.
وی همچنین برندهٔ جوایزی همچون جایزه ژاپن، کمک‌هزینه گوگنهایم، و جایزه سلمان واکسمن در میکروبیولوژی شده‌است.